# John Owen (Bischof)

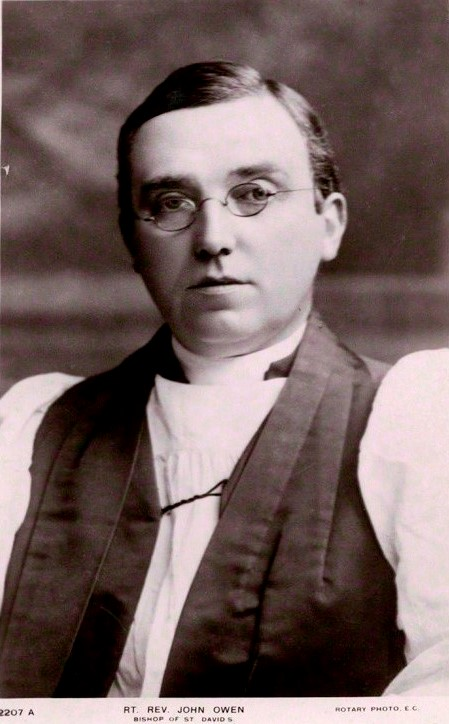
John Owen

John Owen (* 24. August 1854 in Ysgubor Wen, Caernarfonshire (heute: Gwynedd); † 4. November 1926 in London) war ein anglikanischer Bischof.
John Owen wurde August 1854 als Sohn von Griffith Owen und dessen Frau Ann geboren. Er besuchte das Jesus College der University of Oxford und 1876 seinen Bachelor of Arts (B.A.), sowie 1879 seinen Master of Arts (M.A.). 
Nach drei Jahren als Lehrer an der Grammar School in Appleby kehrte Owen 1879 nach Wales zurück und wurde Professor und Lecturer am St. David’s College in Lampeter. Im selben Jahr wurde er von Bischof William Basil Jones zum Diakon geweiht. Die Priesterweihe erhielt er 1880.
Owen verbrachte sechs Jahre in Lampeter, bevor er Alfred George Edwards als Warden (Leiter) des Llandovery College nachfolgte. Als Edwards 1889 Bischof von St Asaph wurde, ernannte er Owen zum Dekan. Im Jahr 1892 jedoch, kehrte Owen nach Lampeter zurück und wurde Principal des St. David’s College, was er bis 1897 blieb. In diesem Jahr erfolgte nämlich seine Ernennung zum Bischof von St Davids. Owen übte das Bischofsamt bis zu seinem Tod im November 1926 aus. Er wurde in Abergwili beigesetzt.
Seit 1882 war er mit Amelia Longstaff verheiratet. Aus der Ehe gingen vier Söhne und sechs Töchter hervor.